# Сиверма плато
Си́верма плато (рос. Сыверма плато) — підвищена ділянка в Азії66°0′ пн. ш. 99°0′ сх. д. / 66.000° пн. ш. 99.000° сх. д., у північно-західній частині Середньосибірського плоскогір'я Російської Федерації.

## Географія
На півночі обмежене платом Путорана, на сході — Вілюйським плато, на півдні та заході — річкою Нижня Тунгуска.
Плато простяглося з заходу на схід на 400–450 км, має середні висоти — 600–900 м. Максимальні висоти, більше  — 1000 м, розташовані на заході. Найвища вершина — гора Наксан (1071 м). Плато вкрите тундрою.
По плато протікають річки, що витікають зі схилів плато Путорана — Тутончана, Віві, Кочечум — праві притоки Нижньої Тунгуски; Тембенчи, Ембенчиме — праві притоки Кочечум, та інші.
Клімат на плато дуже суворий: у південній околиці села Тура, уздовж Нижньої Тунгуски, діапазон середньомісячних температур становить від −36 °C в січні до 16 °С у липні, випадає дуже велика кількість опадів, у результаті чого вся площа плато покрита багаторічною мерзлотою, глибина мерзлого ґрунту сягає більше 1000 метрів.
У той час як в горах, як правило, переважає тундра та лісотундра, в долинах річок поширена — тайга, бореальні ліси хвойних порід. Враховуючи кліматичні особливості і багаторічну мерзлоту, ліс росте дуже повільно, незважаючи на великі опади.